# Claes Egnell
Claes Egnell, né le 29 janvier 1916 à Örebro et mort le 15 janvier 2012 à Falun, est un pentathlonien suédois.

## Palmarès

### Jeux olympiques
- 1952 à Helsinki
  -  Médaille d'argent par équipes [1]